# Crassochaeta nigrita
Crassochaeta nigrita är en svampart som beskrevs av Réblová 1999. Crassochaeta nigrita ingår i släktet Crassochaeta och familjen Chaetosphaerellaceae.   Inga underarter finns listade i Catalogue of Life.